# Municipio de Mundy
El municipio de Mundy (en inglés: Mundy Township) es un municipio ubicado en el condado de Genesee en el estado estadounidense de Míchigan. En el año 2020 tenía una población de 15281 habitantes y una densidad poblacional de 163,07 personas por km².

## Geografía
El municipio de Mundy se encuentra ubicado en las coordenadas 42°54′30″N 83°45′22″O / 42.90833, -83.75611. Según la Oficina del Censo de los Estados Unidos, el municipio tiene una superficie total de 93.71 km², de la cual 93.32 km² corresponden a tierra firme y (0.41%) 0.38 km² es agua.

## Demografía
Según el censo de 2010, había 15082 personas residiendo en el municipio de Mundy. La densidad de población era de 160,95 hab./km². De los 15082 habitantes, el municipio de Mundy estaba compuesto por el 92.08% blancos, el 4.34% eran afroamericanos, el 0.3% eran amerindios, el 1.01% eran asiáticos, el 0.05% eran isleños del Pacífico, el 0.4% eran de otras razas y el 1.81% pertenecían a dos o más razas. Del total de la población el 2.39% eran hispanos o latinos de cualquier raza.